# Mattaponi
La tribù indiana dei Mattaponi risale alla confederazione di tribù Powhatan diretta da Capo Powhatan. I nativi posseggono attualmente di un linguaggio scritto dovuto alla recente riscoperta per le culture in via di estinzione, ma tradizionalmente conservano la loro storia tramandandola per via orale di generazione in generazione. L'attuale linguaggio scritto, il sillabario Powhatan, è un adattamento dal Sillabario Aborigeno Canadese Unificato (in inglese Unified Canadian Aboriginal Syllabics) usato per altre lingue algonchine.
Attualmente, i membri della tribù vivono nella Contea di King William su terre che lambiscono il Mattaponi River.

## Etnia
Le tribù indiane Mattaponi e la gente Mattaponi sono state identificate, dai tempi storici ad oggi, da antropologi, studiosi e storici, come discendenti dei nativi americani.

## Storia

### XVII secolo
Nel 1607, gli indiani Mattaponi vennero identificati per nome dall'esploratore inglese John Smith, che aveva notato vivevano lungo il fiume Mattaponi, e da William Strachey, che indicò il numero dei loro guerrieri in 140. La tribù Mattaponi era una delle sei raggruppate sotto il comando di Capo Powhatan nel tardo XVI secolo.

### Metà del XVII secolo
Durante la guerra del 1644-1646, i Mattaponi lasciarono le loro terre lungo il fiume Mattaponi e si rifugiarono sull'altipiano lungo il Piscataway Creek. Con la cessazione delle ostilità, la tribù tornò gradualmente ai suoi territori. Nel 1656-1657, il re della tribù Mattaponi firmò un trattato con la Corte della Contea di Rappahannock, con cui essi venivano trattati come i cittadini inglesi godendo dei diritti civili.

### Bacon's Rebellion
Durante la Bacon's Rebellion, i Mattaponi e Pamunkey vennero attaccati da forze comandate da Nathaniel Bacon. Alla fine del conflitto, la Colonia della Virginia firmò il trattato di Middle Plantation, il 29 maggio 1677. Il trattato venne firmato, per conto della tribù Mattaponi, da Cockacoeske, che era Weroansqua (capo) del regno dei Powhatan. 
Cockacoeske era divenutoo capo Powhatan dopo la morte di suo marito Totopotamoy, nel 1656. Il trattato di 
Middle Plantation richiedeva, fra le altre clausole, che il regno Powhatan dovesse pagare un tributo annuale al governatore della Virginia. I Mattaponi ed i Pamunkey continuarono a versare tale tributo.

### Tardo XVII secolo
Nel 1685, i Mattaponi, assieme ai Pamunkey ed ai Chickahominy, parteciparono ad una conferenza sd Albany.

### XVII e XVIII secolo
I Mattaponi continuarono ad occupare le loro riserve per tutto il XVII e XVIII secolo, come si ricava da alcuni scritti dell'epoca, anche se dovettero subire incursioni ed abusi da parte dei coloni americani, come riportato da un missionario battista che prestò la sua opera presso la tribù negli anni 1730 e seguenti e dalle dichiarazioni del governo di Thomas Jefferson nel 1781. In tutta la loro storia, i Mattaponi ebbero un loro governo tribale separato dal comando di Powhatan, anche se la tribù rimase parte della Confederazione Powhatan.

### XIX secolo
Gli stessi modelli di occupazione e controllo politico interno continuarono per tutto il diciannovesimo secolo, con i Mattaponi intenti a difendere strenuamente la loro terra contro i tentativi dei locali di sbarazzarsi di loro e acquisire le loro proprietà vietando l'esistenza della tribù. Nel 1812, venne fatto un tentativo di espropriare mezzo ettaro di terra per la costruzione di una diga ma essi non acconsentirono e ne 1843, la così detta Petizione di Gregory dichiarò che i Pamunkey ed i Mattaponi non erano più indiani. Questo tentativo di rimuovere i Mattaponi ed i Pamunkey dalle loro terre andò ancora una volta a vuoto. Intorno alla stessa epoca,   
lo storico Henry Howe scrisse che vi erano due gruppi di indiani insediati nella Contea di King William, i Pamunkey ed i Mattaponi. Nel 1865 venne costituita la Pamunkey Baptist Church che molti Mattaponi frequentarono nel corso degli anni.
In tutto il XIX secolo, la tribù dei Mattaponi ebbe un suo autonomo governo tribale e nel 1868 venne pubblicata una lista di capi, autorità e membri del governo. L'elenco indicava come capo Ellston Major, capi del governo Austin Key e Robert Toopence e membri dello stesso Nancy Franklin, Claiborne Key, Austin Key, Jno Anderson 
Key, Henry Major, Ellston Major, Ellwood Major, Lee Franklin Major, Coley 
Major, Mary Major, Parkey Major, John Major, Park Farley Toopence, 
Elizabeth Toopence, Robert Toopence, Emeline Toopence, Laura 
Toopence, Mary Catherine Toopence, James C. Toopence, e Lucy J. 
Toopence. L'elenco era firmato da Hardin Littlepage e William J.   
Trimmer, amministratori della tribù. Nello stesso anno, L.D. Robinson, un altro   
fiduciario della tribù, figurava in una disputa s u di una strada che dava accesso alla riserva indiana.
Come ultime due tribù della Confederazione Powhatan, i Pamunkey ed i Mattaponi furono trattati dalla Repubblica   
di Virginia come una sola entità amministrativa fino a 1894, quando i   
Mattaponi si separarono formalmente dai Powhatan. Il governo della Repubblica riconobbe, nel 1894, cinque amministratori nominati dal governo della tribù. I Mattaponi, così come i Pamunkey, vennero dichiarati esenti dal opagamento delle tasse locali e provinciali. Da parte loro i Mattaponi adottarono delle leggi locali e costruirono una loro scuola all'interno della tribù.

### Dal XX secolo a oggi
Durante il XX secolo, la tribù dei Mattaponi e la sua riserva sono stati più volte riconosciuti dal governatore e dal procuratore generale della repubblica di Virginia. Essa è stata anche citata in pubblicazioni scientifiche e articoli di giornale.
Il consiglio tribale dei Mattaponi continua ad esercitare il suo autonomo controllo sugli affari della riserva. Assegna terreni per l'uso dei suoi membri, dirime dispute interne, amministra le proprietà tribali, e   
tutela gli interessi della tribù dei Mattaponi nelle sue relazioni con l'autorità locale, statale e con il Governo Federale.   
Continua a mantenere le sue obbligazioni secondo quanto stabilito nel Trattato di Middle Plantation del 1677, pagando al Governatore della Repubblica di Virginia il tributo annuale.